# Official Live: 101 Proof
Official Live: 101 Proof – pierwszy album koncertowy heavymetalowego zespołu Pantera wydany w 1997 roku.
Pierwsze 14 pozycji na płycie to koncertowe nagrania utworów z czterech poprzednich albumów (Cowboys from Hell, Vulgar Display of Power, Far Beyond Driven i The Great Southern Trendkill); pozycja 15 i 16 - "Where You Come From" i "I Can't Hide" - to nowe nagrania w studyjnej wersji.
Dwa "nowe" tytuły: "Dom/Hollow" oraz "Hostile" to odpowiednio: połączenie fragmentów "Domination" z Cowboys from Hell i "Hollow" z Vulgar Display of Power oraz "Fucking Hostile" z Vulgar Display of Power.

## Twórcy
- Phil Anselmo - śpiew
- Dimebag Darrell - gitara elektryczna
- Rex Brown - gitara basowa
- Vinnie Paul - perkusja

## Lista utworów
1. "New Level" – 4:24
2. "Walk" – 5:50
3. "Becoming" – 3:59
4. "5 Minutes Alone" – 5:36
5. "Sandblasted Skin" – 4:29
6. "Suicide Note Pt. 2" – 4:20
7. "War Nerve" – 5:21
8. "Strength Beyond Strength" – 3:37
9. "Dom/Hollow" – 3:43
10. "This Love" – 6:57
11. "I'm Broken" – 4:27
12. "Cowboys from Hell" – 4:35
13. "Cemetery Gates" – 7:53
14. "Hostile" – 3:56
15. "Where You Come From" – 5:11
16. "I Can't Hide" – 2:16